# Mohammed Arjaoui
Mohammed Arjaoui (in arabo محمد العرجاوي‎?; Mohammedia, 6 giugno 1987) è un pugile marocchino, della categoria dei pesi massimi e supermassimi.

## Carriera dilettantistica
Ha partecipato a due diverse edizioni dei Giochi olimpici (Pechino 2008, Londra 2012).

### Principali incontri disputati
Statistiche aggiornate al 20 settembre 2012. 
| Evento                  | Edizione      | Categoria             | Trentaduesimi | Sedicesimi                         | Ottavi                                  | Quarti                                | Semifinale                               | Finale                                 | Pos. | Note  |
| ----------------------- | ------------- | --------------------- | ------------- | ---------------------------------- | --------------------------------------- | ------------------------------------- | ---------------------------------------- | -------------------------------------- | ---- | ----- |
| Giochi panarabi         | Il Cairo 2007 | Massimi (-91 kg)      | N.D.          | N.D.                               | N.D.                                    | Ihab Almatbouli ( Giordania) P RSCO 3 | non qualificato                          | non qualificato                        | 5º   | [ 1 ] |
| Olimpiadi               | Pechino 2008  | Massimi (-91 kg)      | N.D.          | N.D.                               | Bradley Pitt ( Australia) V 11-6        | Deontay Wilder ( USA) P 10-+10        | non qualificato                          | non qualificato                        | 5º   | [ 2 ] |
| Coppa del Mondo         | Mosca 2008    | Massimi (-91 kg)      | N.D.          | N.D.                               | N.D.                                    | Mihail Muntean ( Moldavia) P 3-4      | non qualificato                          | non qualificato                        | 5º   | [ 3 ] |
| Giochi del Mediterraneo | Pescara 2009  | Massimi (-91 kg)      | N.D.          | N.D.                               | Bahram Muzaffer ( Turchia) V 10-8       | Marko Calic ( Croazia) V wo           | Mourad Sahraoui ( Tunisia) P 2-6         | non qualificato                        |      | [ 4 ] |
| Mondiali                | Milano 2009   | Massimi (-91 kg)      | Bye           | Ramazan Ashi ( Kirghizistan) V 9-2 | Mohammad Ghossoun ( Siria) V +7-7       | Osmai Acosta Duarte ( Cuba) P 2-6     | non qualificato                          | non qualificato                        | 5º   | [ 5 ] |
| Campionati africani     | Yaoundé 2011  | Supermassimi (+91 kg) | N.D.          | N.D.                               | N.D.                                    | N.D.                                  | Aymen Trabelsi ( Tunisia) V 10-7         | Blaise Yepmou Medouo ( Camerun) P 4-17 |      | [ 6 ] |
| Mondiali                | Baku 2011     | Supermassimi (+91 kg) | Bye           | Sergey Kuzmin ( Russia) V 12-9     | Anthony Joshua ( Inghilterra) P 7-16    | non qualificato                       | non qualificato                          | non qualificato                        | 9º   | [ 7 ] |
| Giochi panarabi         | Doha 2011     | Supermassimi (+91 kg) | N.D.          | N.D.                               | N.D.                                    | Bye                                   | Aziz Naushirvan Barziinji ( Iraq) V 23-6 | Aymen Trabelsi ( Tunisia) V 15-8       |      | [ 8 ] |
| Olimpiadi               | Londra 2012   | Supermassimi (+91 kg) | N.D.          | N.D.                               | Blaise Yepmou Mendouo ( Camerun) V 15-6 | Roberto Cammarelle ( Italia) P 11-12  | non qualificato                          | non qualificato                        | 5º   | [ 9 ] |